# Emil Sutro
Emil Sutro (Aken, 16 februari 1832 – New York, 27 oktober 1906) was een Duitse onderzoeker op het gebied van het physio-psychisisme. Hij bestudeerde de aard van de menselijke ziel door middel van het onderzoeken van de stem, de cognitie en de taal.
Sutro was getrouwd met Kathinka Schücking (1834-1910) en samen kregen zij twee zonen en een dochter.